# St. Martin (Kilchberg)

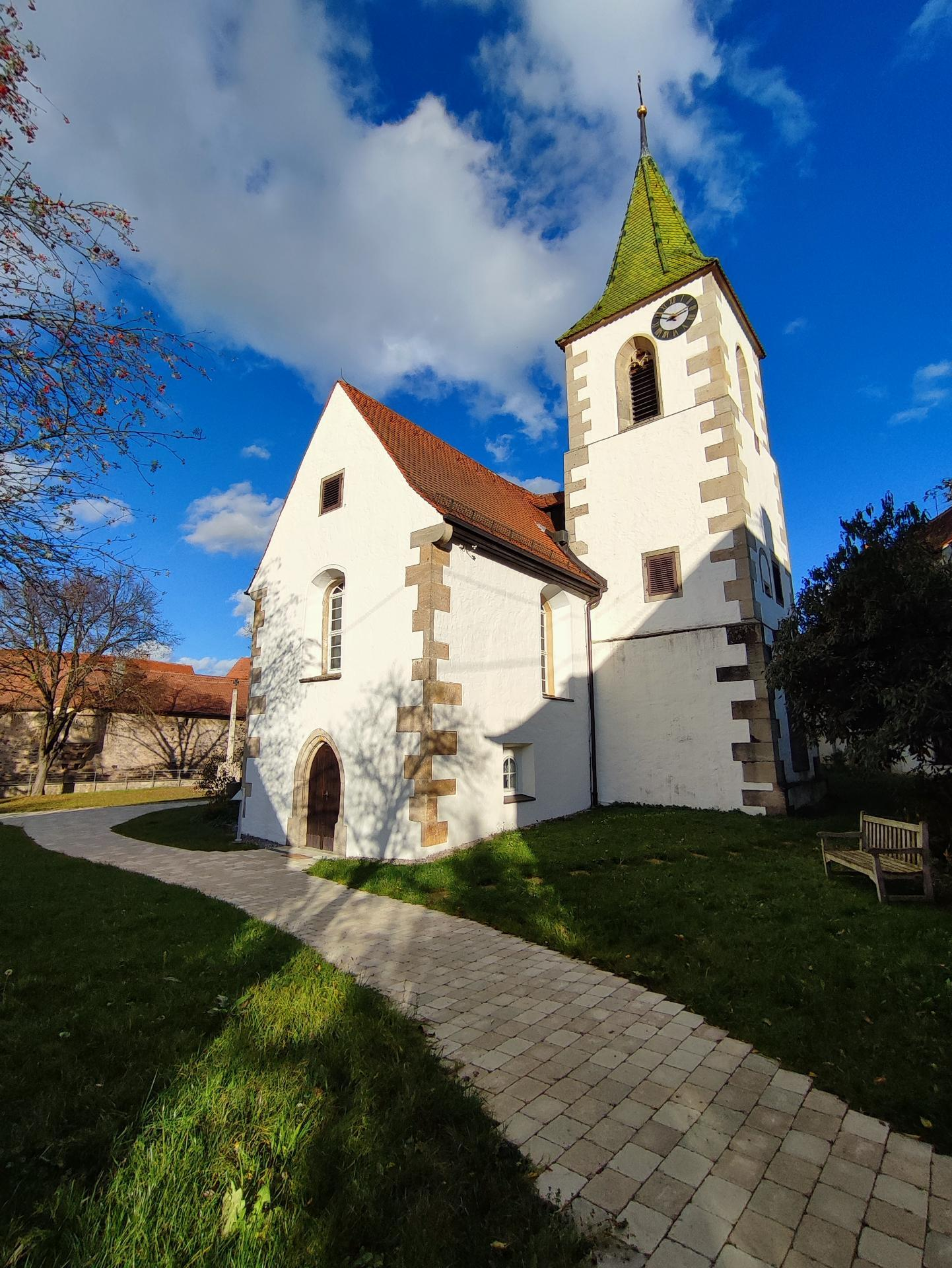
St. Martin in Kilchberg

Die evangelische Pfarrkirche St. Martin steht in Kilchberg, einem Stadtteil von Tübingen im Landkreis Tübingen in Baden-Württemberg. Die Kirchengemeinde gehört zur Evangelischen Landeskirche in Württemberg. Das Bauwerk ist beim Landesamt für Denkmalpflege Baden-Württemberg als Baudenkmal eingetragen.

## Beschreibung
An die Nordwand des Chorturms des romanischen Vorgängerbaus wurden Mitte des 16. Jahrhunderts das Langhaus und der eingezogene querrechteckige Chor im Osten angebaut. Das oberste Geschoss des dreigeschossigen Kirchturms beherbergt die Turmuhr und den Glockenstuhl, in dem zwei Kirchenglocken hängen. Das Langhaus wurde nach Norden erweitert, dadurch wurde die Saalkirche zur Kreuzkirche auf dem Grundriss eines Griechischen Kreuzes erweitert. Die Restaurierung 1954 führte Paul Schmitthenner durch.